# Phanerozela polydora
Phanerozela polydora är en fjärilsart som beskrevs av Edward Meyrick 1921. Phanerozela polydora ingår i släktet Phanerozela och familjen hålmalar, (Heliozelidae). Inga underarter finns listade i Catalogue of Life.